# Małoje Czebajewo
Małoje Czebajewo (ros. Малое Чебаево) – wieś w Rosji, w rejonie wielikoustidzkim obwodu wołogodzkiego. W 2010 r. liczyła 31 mieszkańców.